# Castello di Pardubice
Il castello di Pardubice (in ceco Zámek Pardubice) si trova nell'omonimo, comune nel Distretto di Pardubice, Regione di Pardubice in Repubblica Ceca. Il castello rinascimentale forma un complesso che è considerato monumento culturale nazionale, risale probabilmente al XIII secolo, il suo parco è un'area protetta ed è sede del museo della Boemia orientale.

## Storia

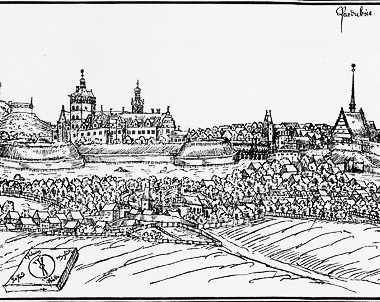
Il castello di Pardubice in una stampa del 1602

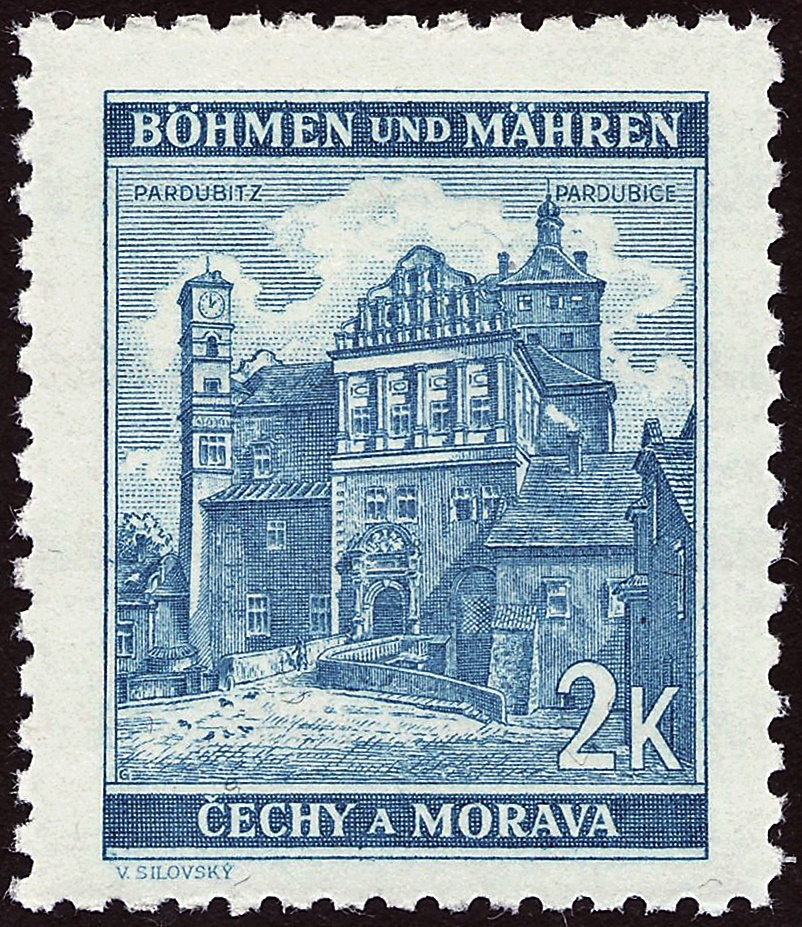
Francobollo risalente al periodo della dominazione nazista quando esisteva il Protettorato di Boemia e Moravia. Anno 1940

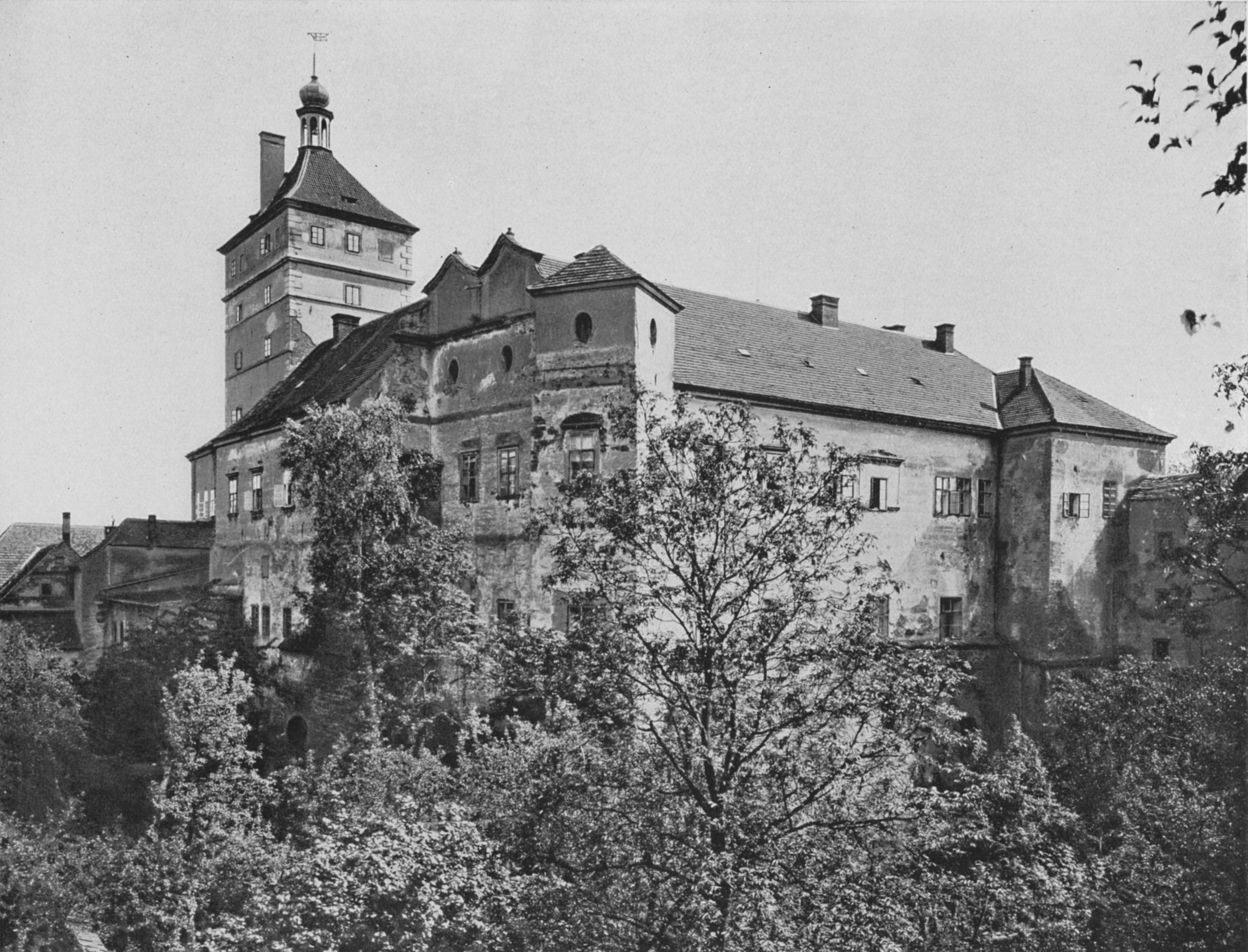
Il castello di Pardubice in una fotografia del 1940 zámek

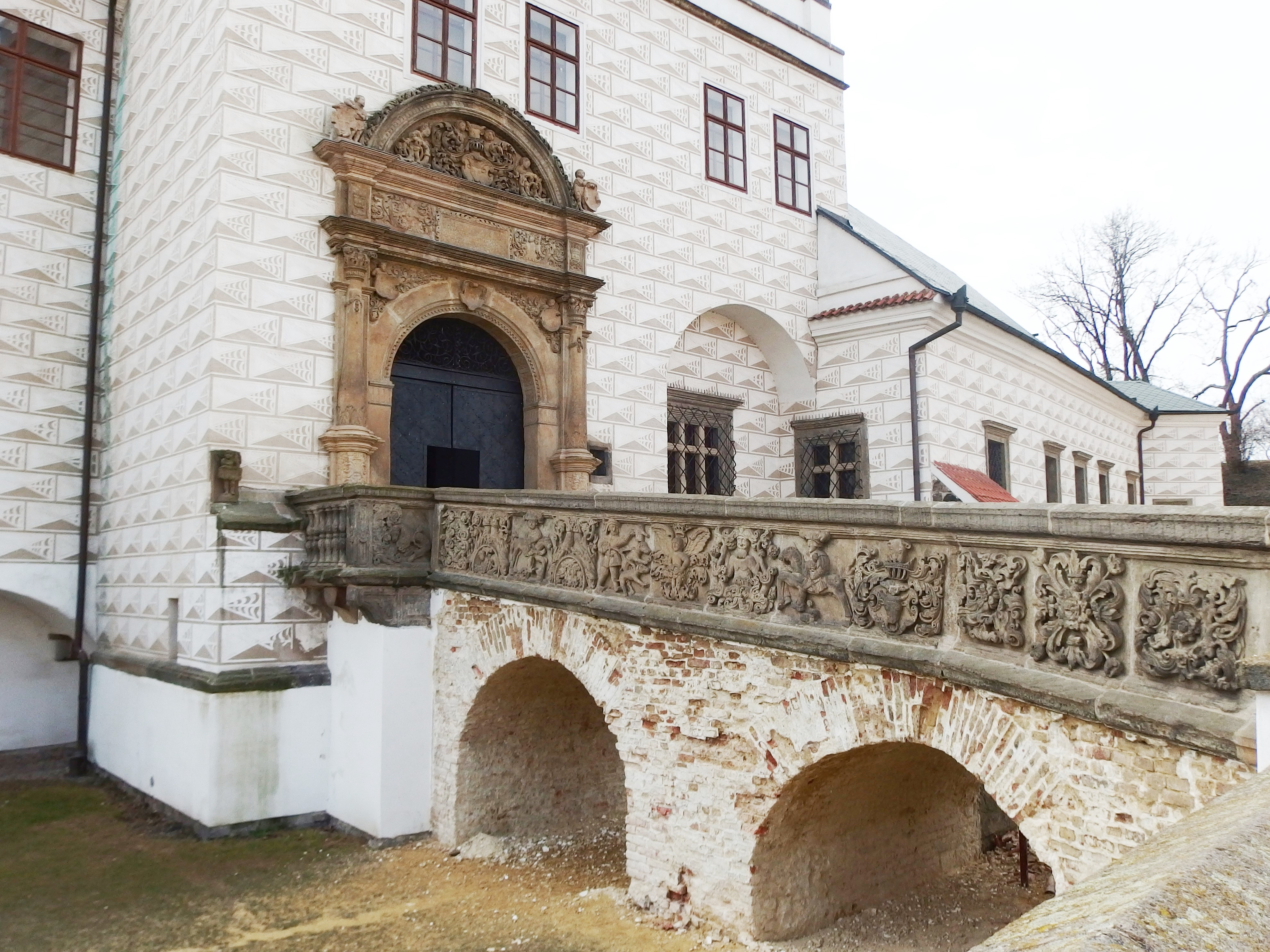
Ponte in pietra di accesso al castello

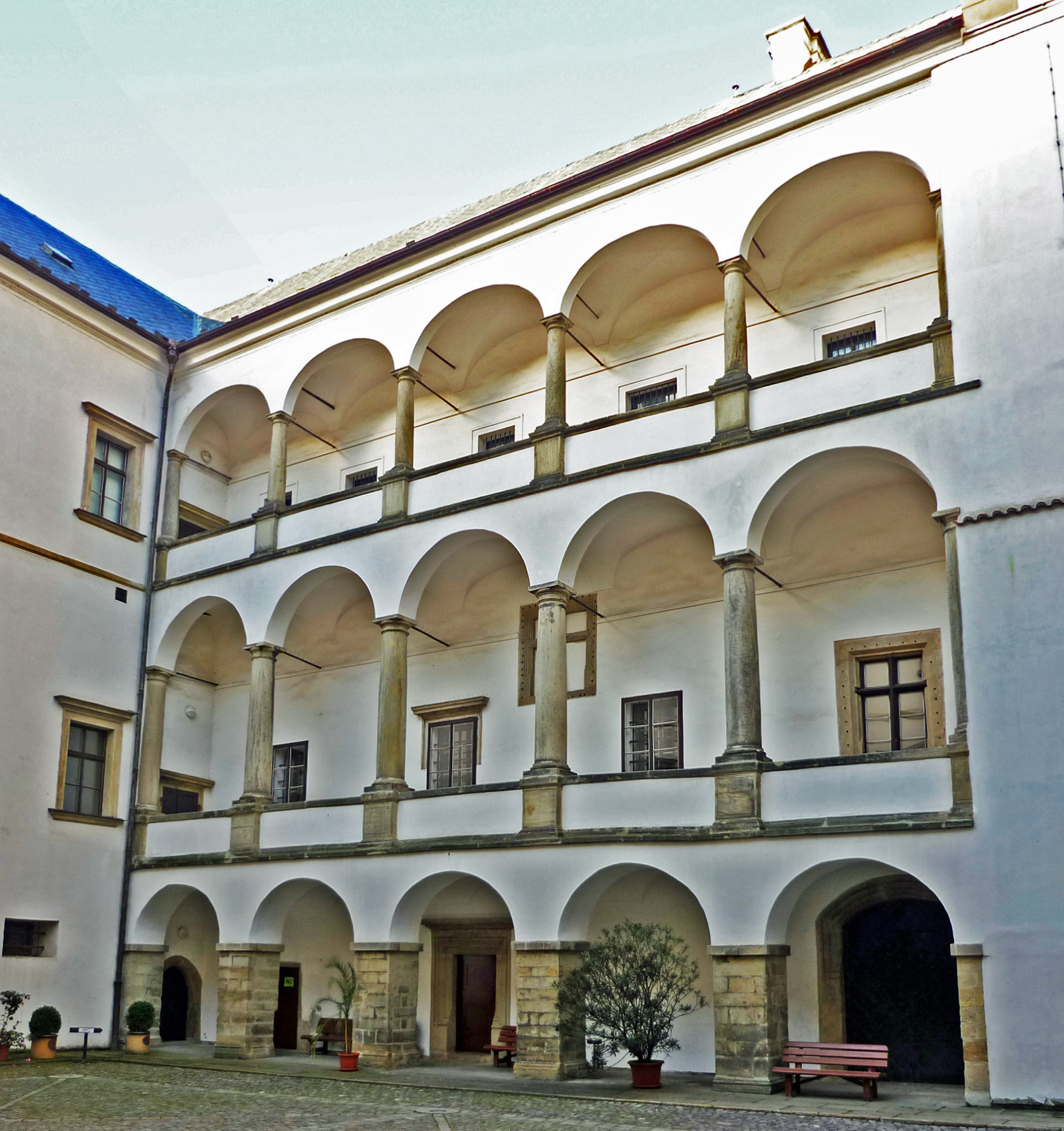
Particolare del cortile

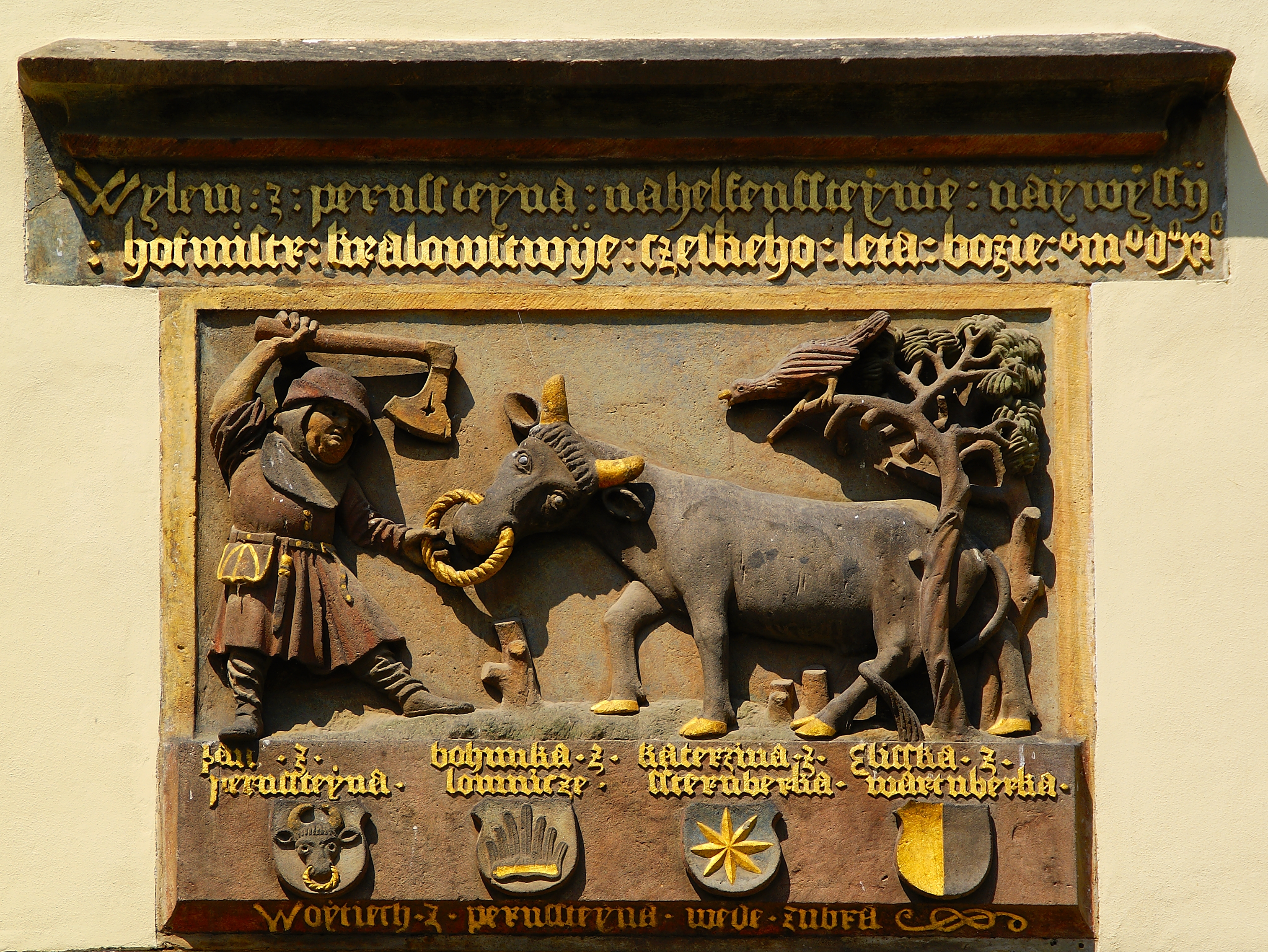
Sulla porta del castello di Pardubice è raffigurato lo stemma della famiglia Pernštejn. Secondo la leggenda Vojtěch ha liberato la regione dal pericoloso bisonte addomesticandolo e per questo ha ricevuto la proprietà dal re e il diritto di usare lo stemma con la testa di bisonte

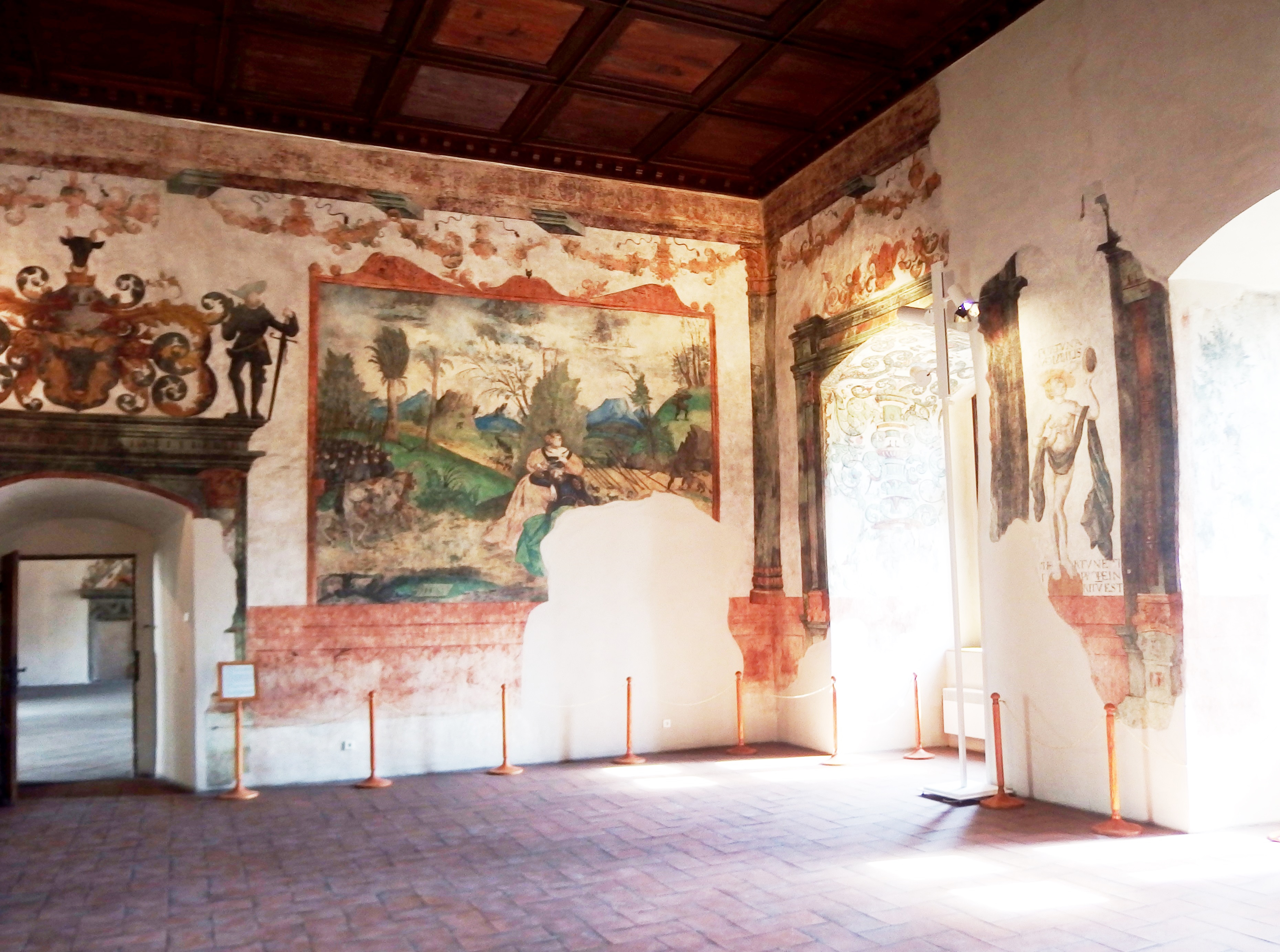
Una delle grandi sale del castello

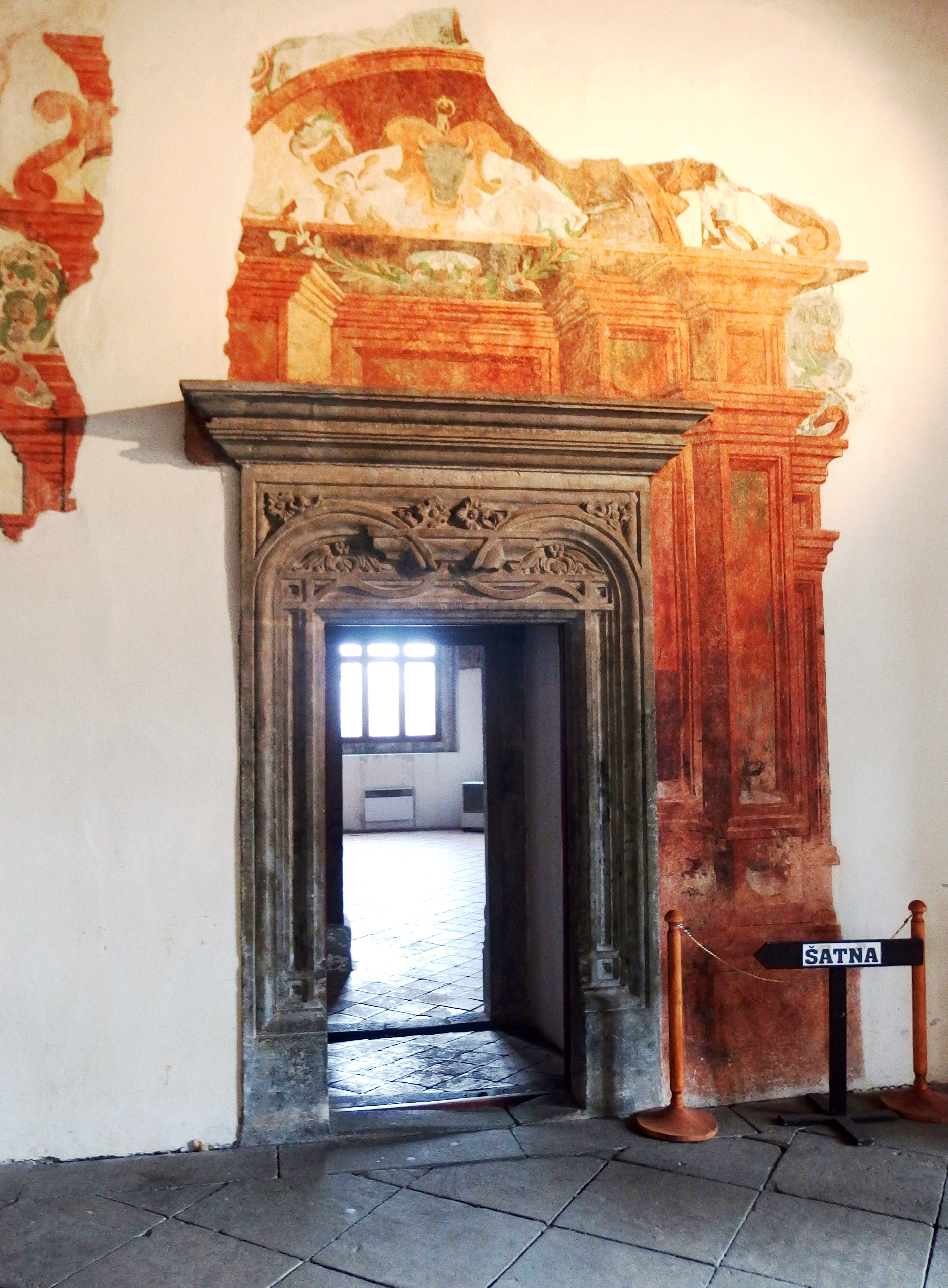
Altro ambiente interno

Si ipotizza la fondazione di un maniero sul sito verso la fine del XIII secolo. Dopo il 1384 Venceslao IV ottenne in eredità la città e il castello di Pardubice con il territorio vicino e lo cedette ad Hanuš di Milheim. Nel 1420 il maniero risultò essere di proprietà di Viktorin di Kunštát, uno dei più importanti comandanti delle truppe degli hussiti e padre del futuro re Giorgio di Boemia, motivo per cui probabilmente la fortezza e la città furono risparmiate dal saccheggio da parte dell'esercito di Žižka. Nella prima metà del XV secolo nuovi signori divennero i Mrzák di Miletínek. Nel 1490 il nobile moravo Vilém di Pernštejn, una delle figure di spicco della corte reale, acquistò la vasta tenuta di Kunětická Horá e nel 1491 la tenuta di Pardubice. Negli ultimi decenni del XV secolo Vilém costruì il più grande possedimento fondiario della corona ceca e ricoprì alte cariche in Boemia e Moravia. Vilém scelse Pardubice, all'epoca area sottosviluppata, come centro della tenuta e la trasformò presto nella residenza ceca della famiglia. Dopo la sua morte, la tenuta passò al figlio Vojtěch, che subentrò al padre nella carica di maestro della corte suprema e, dopo la morte di Vilém, nella residenza di Pardubice, dove si trasferì definitivamente dopo il 1521. Dopo la sua morte nel 1533, la tenuta passò al fratello maggiore Jan, che era il più alto governatore della Moravia e possedeva vasti possedimenti in Moravia. Il castello di Pardubice divenne residenza occasionale ma anche luogo di importanti incontri politici. Anche attorno alla metà del XVI secolo la proprietà ereditata venne mantenuta dalla famiglia e conservata in ottimo stato di manutenzione. Solo poco dopo il patrimonio fu diviso e Pardubice toccò a Jaroslav di Pernštejn, che dovette ipotecare la tenuta a causa dei debiti e infine, nel 1560, lo vendette al re Massimiliano, che lo inserì nel complesso dei possedimenti reali in Boemia. Tra il 1573 e il 1580 vennero ampliate le ali sud e ovest, furono modificate le scale di accesso e sistemati gli interni. Poco dopo furono realizzati lo scalone principale dell'ala nord e l'ampliamento del secondo piano del prospetto nord, al posto della precedente terrazza con gazebo, terminando col timpano rinascimentale del piano. Sui bastioni fu costruito un ponte ad arco in mattoni, in sostituzione del più antico in legno. A questo periodo risale probabilmente la costruzione della cosiddetta torre dell'orologio. L'aspetto esterno del castello fu unificato da intonaci con graffiti, la sagoma dei tetti fu completata da nuovi abbaini con timpani in mattoni. Probabilmente tutte le modifiche altorinascimentali furono completate entro il 1600 e il castello assunse la forma in cui è raffigurato sulle due vedute di Willenberg. Le modifiche del periodo barocco furono realizzate entro la prima metà del XVIII secolo e servirono a riparare i danni avuti durante la guerra dei trent'anni, quando una parte delle sale venne utilizzata temporaneamente come granaio. Le modifiche classiciste del XIX secolo compresero, in seguito, la creazione di un edificio a più piani nel recinto orientale vicino alla cappella, la divisione degli spazi interni con sottili tramezzi e le modifiche all'impianto di riscaldamento. Nel 1857 al piano terra dell'ala sud venne istituito un centro di detenzione. Nel 1920 il castello fu acquistato dall'associazione dei musei di Pardubice con lo scopo di restaurare il castello e di allestirvi un museo. Nel 1924 fu restaurato il portale principale. Nel 1924 e nel 1925 fu restaurato lo spazio della piccola e grande sala gotica. Nel 1930 al primo piano dell'ala sud furono scoperti soffitti a cassettoni e dipinti murali, che furono restaurati da Bohumil Číla fino al 1932. Nel 1931 fu progettato e realizzato il rafforzamento del tetto dell'ala sud. La proposta per un nuovo soffitto a traversa nella parte orientale del secondo piano dell'ala nord risale al 1941. Nel 1952 il castello divenne proprietà dello Stato. La ricostruzione totale del castello, supportata da uno studio storico-costruttivo del 1977, è avvenuta negli anni dal 1978 al 2002.

## Descrizione
Il complesso del castello si trova a Pardubice, comune della omonima regione in Repubblica Ceca. Dell'edificio del castello fanno parte anche i resti del castello originario conservati nell'area del cortile sotto il terreno. Dell'antico sistema di fortificazione sono scomparse principalmente le mura, probabilmente assorbite dai successivi ampliamenti del castello rinascimentale. Il cosiddetto fossato dell'acqua è rimasto solo parzialmente conservato. Sopra la porta si trova un rilievo policromo tardo gotico raffigurante lo stemma dei Pernštejn. Nell'ala d'ingresso principale del palazzo del castello, Vilém costruì un nuovo passaggio e ai suoi lati due grandi sale tardo gotiche con volte a crociera sostenute da un pilastro prismatico centrale. La sala più grande orientale presenta elementi architettonici decorati. All'epoca di Vilém appartiene senza dubbio il completamento dell'imponente porticato gotico nell'ala orientale, scoperto e portato alla luce nel 1928. Nell'ala orientale, Vilém fece costruire la cappella del castello. La sua volta poggia su un pilastro centrale, sul quale è fissata la tribuna padronale, accessibile dal primo piano del palazzo. Allo stesso periodo risale anche la grande vetrata al primo piano dell'angolo sud-ovest, decorata con pitture rinascimentali. Lo spazio d'ingresso racchiuso da un semicerchio è incastonato in un'edicola sorretta da lesene con annesse semicolonne. Il portale del castello è il primo esempio di scultura rinascimentale nel Paese. Il ponte levatoio gotico che conduce al portale fu sostituito da un ponte in mattoni. La parete orientale del busto era decorata con scene di caccia in rilievo scolpite nell'arenaria. Un piccolo angelo porta la targa con la data 1543, fortemente corrosa e quasi illeggibile. Gli interni del castello erano decorati in modo sontuoso. Il dipinto murale più interessante dal punto di vista artistico è il dipinto raffigurante Sansone e Dalila nella grande sala di Vojtěch di Pernštejn risalente al 1532.

### Monumento culturale della Repubblica Ceca
La tutela dei monumenti della Repubblica Ceca considera il complesso del castello di Pardubice col suo parco e le sue scuderie un monumento culturale nazionale tutelato col numero di catalogo 1000144652.